# Devinski gospodje
Devinski gospodje, tudi von Tybein, Duino-Tibein, po nosilnem družinskem osebnem imenu tudi Hugoni ali Haugen von Tybein, so bili ministerialna plemiška rodbina na območju gornjega Jadrana.
Njihovi fevdi so bili v Istri, ob Kvarnerju od Reke do Furlanije. Okoli leta 1166 so omenjeni kot vazali oglejskega patriarha. Njihov natančen izvor ni jasen. V 13. stoletju se v dokumentih pojavljajo kot oglejski ministeriali. Gotovo je, da so bili tudi ministeriali Goriških grofov. Rodbina je dokumentirana od leta 1150 do 1406. 

## Zgodovina
Že v 13. stoletju so se Devinski gospodje uspeli ločiti od drugih plemiških družin, ki so prebivale v Istri. Glavni razlog za to in za njihov poznejši položaj moči so bile njihove tesne vezi z Goriškimi grofi, katerih so bili včasih največji zaupniki, in lokacija njihovega sedeža na Devinu v Tržaškem zalivu, od koder so dominirali na cestah, ki vodijo od Tržiča vzdolž morja (Jadrana) do Istre. Leta 1281 je moral Hugo Devinski patriarhu obljubiti, da bo popotnike pustil nemotene na prometni trgovski poti pod gradom Devin. Čeprav so imeli v lasti oglejske fevde, tako kot goriški grofje, so z njimi vedno ravnali prijazno, ko je šlo za patriarha;  po drugi strani pa so bili največji zatiralci Ogleja.
Hugo II. (1252–1308), sin Rudolfa I. Devinskega (1252–1263), je leta 1252 po izgubljenem spopadu, ki sta ga grof Majnhard III. Goriški in njegov tast, grof Albert III. Tirolski, vodila proti Filipu Spanheimskemu, izvoljenemu salzburškemu nadškofu, sinu koroškega vojvode, je vodil poleg Majnhardovih sinov in drugih goriških ministerialov kot talce v ujetništvo v Salzburg (glej Lieserhofenski mir).
Leta 1312, ko je grof Henrik Goriški ukazal, naj se viteških iger udeleži plemstvo iz vse Furlanije, je bila izvedba zaupana Rudolfu II. Devinskemu (1296–1319) in Frideriku iz Prema. V tem času so Devinski gospodje že uveljavljali gosposke pravice na Reki.
Največjo moč je imel rod za časa Huga III. Devinskega (1297–1328), sin Huga II., ko je grof Henrik II. Goriški nepričakovano umrl 23. aprila 1319 v Trevisu. Hugo III. je bil takrat generalni glavar mesta in okrožja Treviso. Imenovan je bil tudi za glavarja goriške grofije. Od takrat se je imenoval generalni kapitan Goriške grofije in dežele Treviso (Comitatus Goritiensis et terre Tarvisii capitaneus generalis ). V dokumentih se pojavlja tituliran tudi kot kapitan nad celotno Goriško grofijo. V listinah se Hugo III. nazadnje pojavi leta 1328.
Ustrezni dokumenti dokazujejo, da je bil Hugo III. poročen s Stilicho (domnevno Stello), ki je po njegovi smrti dedovala njegovo premoženje. Jurij Devinski (1334–1343), prvorojenec Huga III., je bil leta 1336 imenovan za goriškega glavarja. Približno v tem času je moč Ogleja, pa tudi moč goriških grofov, začela upadati. Zato se je leta 1366 pridružil avstrijskim vojvodam (Habsburškim) in jih priznal za svoje deželne gospode. Vendar svojih posesti ni izročil Habsburžanom, da bi jih spet prejel kot fevd. Vsekakor je to Habsburžanom omogočilo, da so svojo oblast in vpliv razširili do Jadrana.
Devinski gospodje so vojaško in finančno podpirali Habsburžane. V zameno so v najem dobili gospostva Pliberk, Železna Kapla, Žrelec na Koroškem, Podkrnos, Guštanj, Rebrca na Koroškem in Galicija na Koroškem. Po odstranitvi Konrada Khraiga s položaja deželnega glavarja Kranjske leta 1385 je vojvoda Leopold Avstrijski za naslednika na tej funkciji postavil Jurijevega sina, Huga VIII. (1354–1390). Hugo je to funkcijo opravljal do leta 1389. S Hugom IX. (1397, † 1399), sinom Huga VIII., je leta 1399 rodbina izumrla v moški liniji. Sina Reinprechta (1390, † 1396) je preživel za tri leta. Glavni dediči Devinskih gospodov so bili njihovi sorodniki gospodje Walsee.

## Dobrotniki Stiškega samostana
Nekateri Devinski gospodje se pojavljajo tudi v dokumentih  Stiškega samostana kot dobrotniki (po Grebencu):
- Štefan Devinski sive Tybein je leta 1250 podaril samostanu eno hubo (kmetijo) blizu Senožeč;
- Hugo II. Devinski Dominus de Liburnia civitatis fluminensis ad oram maris Adriatici je dovolil samostanu leta 1300 »... od cerkve Sv. Vida svoje reške episte« letno brez dajatev prepeljati 50 vozov soli s konjsko vprego in šest sodov olja (Grebenc, št. 103, str. 44).

## Družinsko drevo
Genealogija:
Opomba: vse osebe z imenom Hugo lahko najdemo tudi kot Haug, vsi tudi imajo poimenovanje kot Tybein ali Thübein
A: Diethalm, 1139
A: Štefan I., 
B: Vošalk I., 1158–1184
B: Štefan II., 1158–1188
C: Kono I. Novograjski, 1188–1224
C: Hugo I. Devinski, 1188–1224
D Rudolf I., 1252–1263
E: Hugo II. Devinski, 1252-1308 
F: Rudolf II., 1296–1319
G: Hugo VI., 1312
F: Henrik II., 1274, † 1308
F: Hugo III., 1297–1328, od leta 1319 Generalni kapetan Trbiža in glavar  Goriške grofije, oo Stilicha (Stella) N. 
G: Jurij, 1334–1343, od leta 1336 glavar  Goriške grofije
H: Hugo VIII., 1354–1390 ∞ Ana Walsee-Enns
I: Reinpreht, 1390, † 1396
I: Hugo IX., 1397, † 1399, z njim rodbina izumre po moški liniji.
J: Katarina († 1435) ∞ Reinprecht II. Walsee-Enns (1364 – †1422) → dedujejo Walsee
I: Katarina, 1400–1418
I: Ana, 1404, † 1406? 1. ∞ Eberhard II. von Kapellen († 1406), 2. ∞ Reinprecht II. Walsee-Enns
G: Rudolf III., 1337–1359,
G: Janez, 1337
G: Hugo VII., 1323–1344
F: Ulrik, 1300
F: Gerca, 1308
G: Nassinguera, 1312–1314
F: Hugo IV., 1334–1344
G: Hugo V., 1342–1345
C: Vošalk II. Devinsko-Momjanski, 1188–1238
D: Vošalk III., Devinski (I.) Momjanski, 1234- † pred 1252 
E: Biakvin I. Momjanski, 1247-1267 ∞ Gertruda Rihemberška
F: Ulrik Momjanski in Castelnuovo, 1273-1295
E: Kono II. Momjanski in Senožeški, 1247-1275 
F: Vošalk IV. (II.) Momjanski, 1274- † 1276 ∞ Frančiška Rihemberška
G: Biakvin II. Momjanski, do 1305
H: Frančišek Vošalk Momjanski in Košljunski (Castiglione),  † 1358  izumrtje Momjanske rodbine (linije)
D: Štefan III., iz Castelnuovo v Furlaniji, 1234-1260 ∞ Ingelrada iz Pinzana
C: Henrik iz Prema, 1188–1234
D: Ulrik I., 1249

## Posestva in gradovi rodbine Devinskih
- Grad Devin/Duino  (Severozahodno od Trsta, današnji Italiji) (1150–1399),  sedež, Oglejski fevd

Njihove posesti so bile tudi v Istri, Furlaniji, na Kranjskem, na Hrvaškem, Štajerskem in Koroškem.

### Posestva naŠtajerskem
- Grad Konjice (1385–1400),

### Posestva naKranjskem
- Prem (1366–1399), Oglejski fevd
- Grad Dragomelj (SV od Ljubljane) (1386–1399)

- Grad Gotnik (1366–1399)
- Grad Senožeče  (1366–1399), Oglejski fevd

### Posestva VIstrinin Kvarnerju
- Brseč
- grad Kastav (1139–1399)
- grad Klana (1139–1399)
- Grad Kršan (1388-1399)
- Reka (1139–1399)
- Lovran (1139–1399)
- Mošćenice (1139–1399)
- Veprinac (1374-1399)
- Gradič Svetvinčent

### Posestva VFurlaniji
- grad Castelnuovo (1234–1399)

### Posestva naKoroškem
V zastavi:
- Pliberk
- Železna Kapla
- Žrelec na Koroškem
- Guštanj
- Rebrca na Koroškem
- Galicija na Koroškem